# Lichthärtung

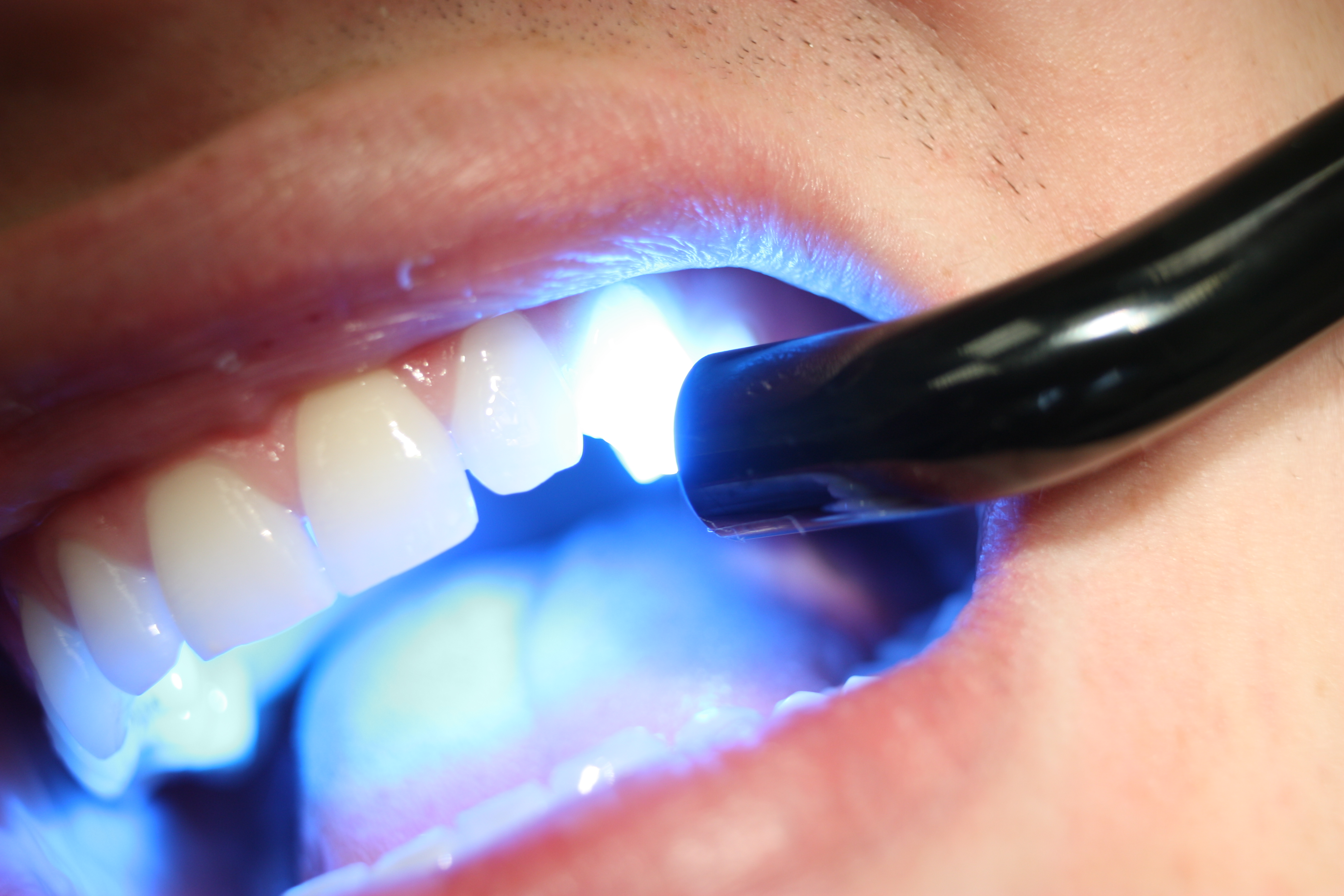
Lichthärtung einer Kompositzahnfüllung

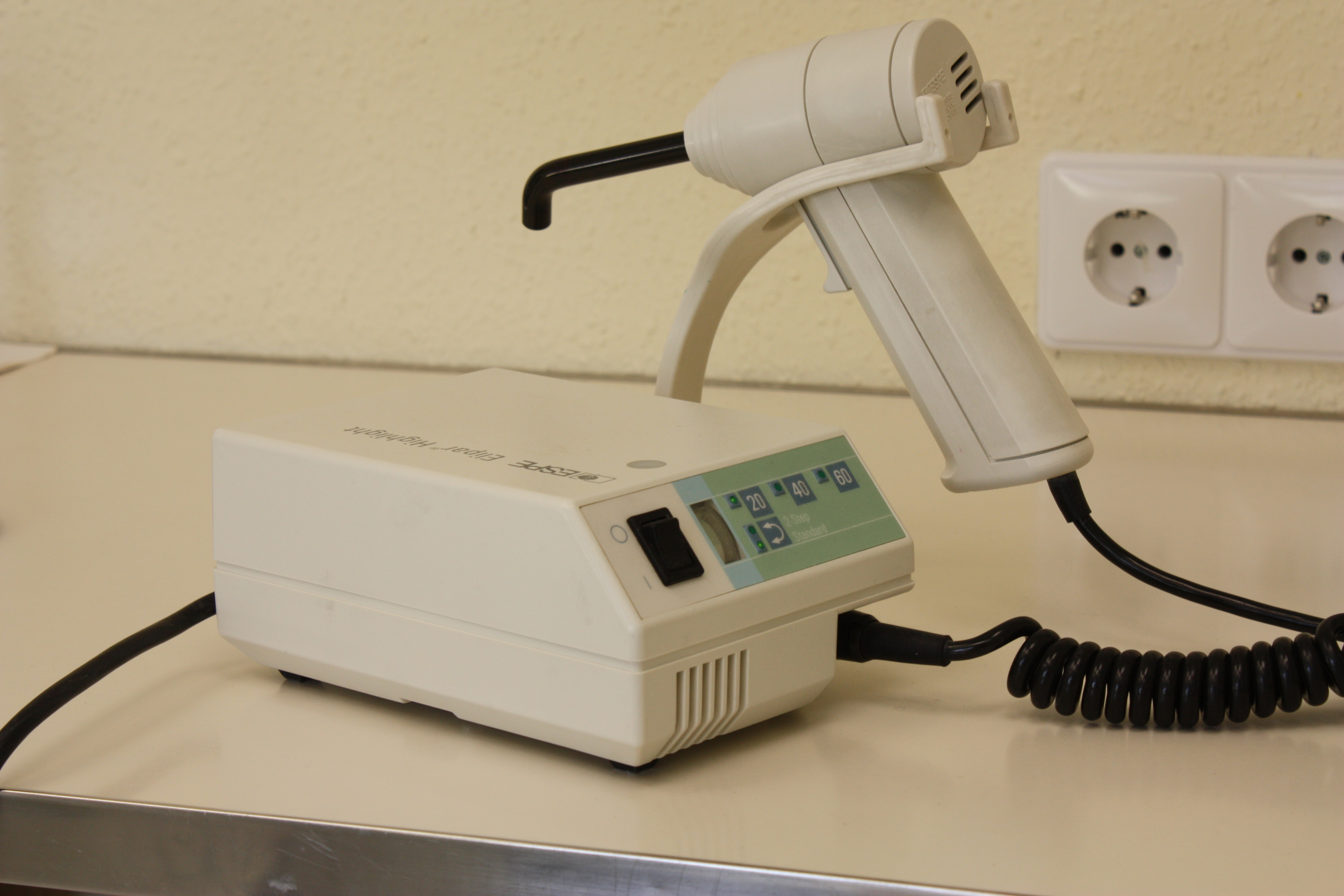
Polymerisationslampe

Mittels Lichthärtung werden in der Zahnmedizin und Zahntechnik Kunststoffe ausgehärtet. Der Härteprozess findet durch eine Kettenpolymerisation statt. Als Kunststoffe werden Komposite verwendet. Aus der Bezeichnung geht hervor, dass es sich um Mischpolymerisate handelt, um die gewünschten Eigenschaften zu erhalten. In der Zahnmedizin werden Komposite in der Füllungstherapie verwendet. In der Zahntechnik werden unter anderem Verblendungen (Ummantelungen) oder individuelle Löffel aus Kunststoff  lichtgehärtet. Das gewünschte Werkstück kann aus plastischem Material geformt bzw. modelliert werden. Sobald die gewünschte Form erreicht ist, wird das plastische Material mit einer Polymerisationslampe mittels Lichthärtung irreversibel ausgehärtet.

## Prinzip
Vorteile der Lichthärtung gegenüber der chemischen Härtung sind der höhere Polymerisationsgrad, die genaue Bestimmbarkeit des Polymerisationsbeginns sowie die schnelle vollständige Polymerisation.
Nachteilig ist, dass das Licht nur eine begrenzte Möglichkeit hat, das Komposit zu durchdringen und die Gefahr besteht, dass in der Tiefe bei zu dicken Schichten Teile nicht vollständig ausgehärtet werden.
Die Lichthärtung erfolgt durch Photonen, die mit bestimmten Anteilen  Radikale formen, die den Polymerisationsprozess in Gang setzen. Die beteiligten Photonen müssen eine Wellenlänge besitzen, die die Photoinitiatoren trifft. In der Zahnmedizin werden Initiatoren verwendet, für die die optimale Wellenlänge des Härtungslichts bei 400–500 nm (Blaulicht) liegt. Lange Zeit war Halogenlicht der Standard; es umfasst ein breites Lichtspektrum, ein Filter entfernt die längeren und kürzeren Wellenlängen. Deshalb steht nur ein Teil der erzeugten Photonen für den Photoaktivierungsprozess zur Verfügung. Daneben wurden Plasmabogenlampen, Laser- und LED-Lampen entwickelt. Das Plasmabogenlicht wird von Elektroden erzeugt, zwischen denen Funken mit hoher Lichtintensität generiert werden. Seit einigen Jahren sind LED-Leuchten die meistverwendeten. Sie enthalten LED-Lampen, die aus einer einfach beschichteten Halbleiter-p-n-Verbindung (p = positive, n = negative Ladung) bestehen, die an eine direkte kontinuierliche (DC) Spannungsquelle angeschlossen sind. Wählt man das richtige p-n-Verbindungsmaterial, kann die Farbe der LED kontrolliert werden.

## Chemischer Ablauf
Eine Polymerisation kann radikalisch, ionisch oder koordinativ ablaufen; in der Zahnmedizin/Zahntechnik wird in der Regel die radikalische Methode gewählt, eine chemische Reaktion, bei der freie Radikale der Monomere in einer  Kettenreaktion mit weiteren Monomeren reagieren. Die Polymerisation von Kompositen läuft in drei Stufen ab:
1. Startreaktion (Initiation), bei der das aktive Zentrum gebildet wird.
2. Wachstumsreaktion (Propagation), bei der die makromolekulare Kette in einer Kettenreaktion wächst (wiederholte Anlagerung der Monomere)
3. Abbruchreaktion (Termination), bei der das Wachstum der Kette durch Disproportionierungsreaktionen oder Kombinierung irreversibel beendet wird.

Um die Polymerisation in Gang zu bringen, werden dem Komposit Initiatoren hinzugefügt, die für die Bildung der notwendigen Radikale sorgen. Es handelt sich um Diketone wie beispielsweise  Kampferchinon oder Benzoinalkylether. Das Diketon wird durch Blaulicht angeregt und geht mit einem „Reduktionsagens“ eine Reaktion ein. Es entsteht ein Komplex, der in Radikale zerfällt und so die Reaktion in Gang bringt. Dieses bindet sich dann an ein Monomermolekül, indem es die Doppelbindung öffnet und das frei werdende Elektron an das Ende der sich neu bildenden Kette überträgt. Das offene Ende des Monomermoleküls kann eine stabile Verbindung mit einem ebensolchen eingehen, indem wiederum ein Elektron transferiert wird. Es bilden sich innerhalb kurzer Zeit lange Ketten aus Monomermolekülen und bilden chemisch und physikalisch stabile Polymere.

## Forschungsstand
Das Thema Lichthärtung wurde lange Zeit kontrovers diskutiert. Um zu einer Einigung zu gelangen und mit einer Stimme zu sprechen, haben sich rund 40 Experten aus Wissenschaft und Forschung aus der ganzen Welt 2014 zu einem Symposium zur Lichthärtung in der Zahnmedizin an der Dalhousie Universität in Halifax, Kanada, getroffen. Ziel war es, dem Praktiker einen Leitfaden an die Hand zu geben, um die Lichthärtung zuverlässig im Praxisalltag umzusetzen.

### Empfehlungen
Zurückhaltung sei bei Polymerisationslampen mit sehr hoher Lichtleistung (1500 bis 2000 mW/cm²) und der Empfehlung zu sehr kurzen Lichthärtezeiten (1–5 s) angebracht. Besonders bei kurzen Lichthärtezeiten ist darauf zu achten, das Ende des Lichtleiters während der Aushärtung zu fixieren. Jedes Kompositmaterial benötigt eine bestimmte Energiemenge bei einer bestimmten Wellenlänge für eine zufriedenstellende Aushärtung; sie errechnet sich aus der Lichtleistung × Lichthärtezeit, wobei die minimalen Aushärtezeiten einzuhalten sind. Die Lichtleistung der Polymerisationslampe sollte regelmäßig geprüft werden. Die Lichthärtezeiten sind bei großem Abstand, bei dunklen oder bei opaken Farben zu verlängern. Zähne sind mit dem Luftbläser bei langen Lichthärtezeiten oder Polymerisationslampen mit hoher Lichtleistung zu kühlen.

### Vorsichtsmaßnahmen
Polymerisationslicht darf nicht direkt in die Augen gerichtet werden. Gegebenenfalls ist ein geeigneter (orangefarbener) Augenschutz zu verwenden.

## Geschichte der Lichthärtung
1972 wurde das erste UV-Licht-härtende Komposit auf den Markt gebracht (Nuva-Fil von LD Caulk (Dentsply International)). Ihm folgte 1978 das erste Komposit, das durch Lichthärtung durch sichtbares blaues Licht ausgehärtet wurde (Fotofil von Johnson & Johnson).